# Monohelea radialis
Monohelea radialis är en tvåvingeart som beskrevs av Debenham 1972. Monohelea radialis ingår i släktet Monohelea och familjen svidknott. Inga underarter finns listade i Catalogue of Life.